# Indira Silva
Indira Mariete da Silva mais conhecida como Indira Silva (Luanda, 19 de Novembro de 1995) é uma repórter angolana que começou a sua carreira em 2018 no canal Zap Viva no programa Viva A Tarde, após vencer a primeira edição do concurso Diamante Bruto (concurso de talento)  com mais de 8.000 participantes.

## Carreira
Indira Silva começou a sua carreira na Zap em 2018, ela integrou a equipe de conteúdos responsáveis pela  realização da primeira edição do concurso de talentos Unitel Estrelas Ao Palco, ganhando assim a confiança para em 2019 a ser repórter da gala final do mesmo concurso, na sua segunda edição.
Um ano depois de ser eleita a Melhor Repórter da Zap nos Globos de Ouro, Indira e Da Wanny assumiram o comando do programa "O Momento da Blindada" como apresentadores substitutos de Stela de Carvalho, em 2020.

## Vida pessoal
Indira Silva, solteira, é estudante do 3⁰ ano de Ciências da Comunicação na Universidade Independente de Angola. Ela ficou noiva do namorado Evandro Pedro em 2021 depois de quase 4 anos juntos. O casal tem o casamento marcado para 2022.

## Filmografia
| Ano           | Título                                          | Cargo/Personagem         | Nota |
| ------------- | ----------------------------------------------- | ------------------------ | ---- |
| 2018          | Viva a Tarde                                    | Repórter                 |      |
| 2018          | Festa da Música Unitel                          | Repórter                 |      |
| 2019          | Carnaval de Luanda                              | Repórter                 |      |
| 2019          | Gala Final do Concurso Unitel Estrelas ao Palco | Repórter                 |      |
| 2020          | O Momento da Blindada                           | Repórter                 |      |
| 2020          | Passadeira Vermelha Globos Zap                  | Repórter                 |      |
| 2021–presente | O momento da Blindada                           | Apresentadora substituta |      |

## Prêmios e indicações
| Ano  | Prêmio        | Categoria       | Resultado |
| ---- | ------------- | --------------- | --------- |
| 2020 | Globos da Zap | Melhor Repórter | Venceu    |